# 濱海灣 (新加坡)

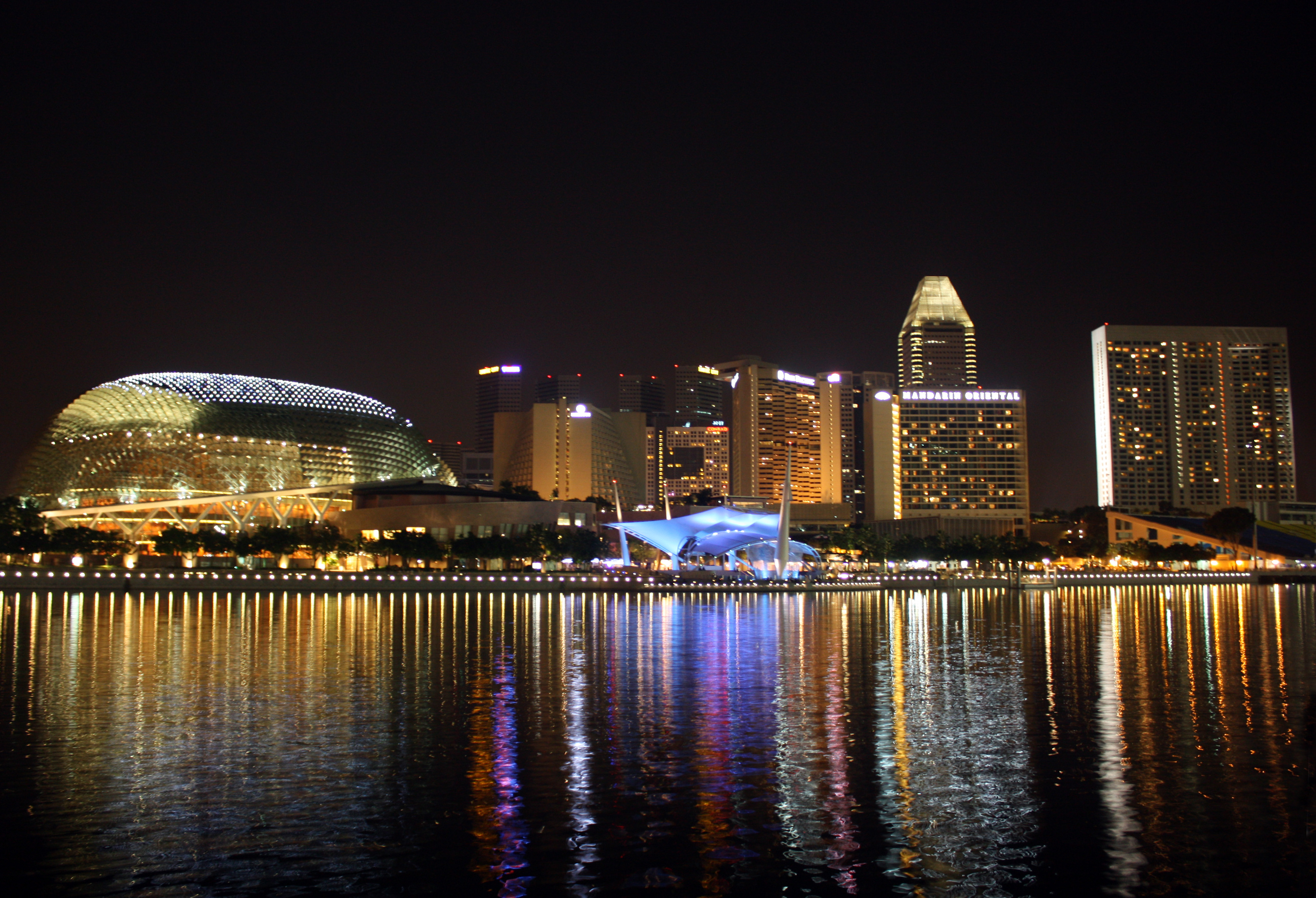
濱海灣，伴隨著濱海中心為背景。

濱海灣（英語：Marina Bay）是一片坐落於中心城區東部，緊鄰新加坡南部新加坡中區的海灣。圍繞於此區域周邊的是一座與中央商務區相鄰，占地360公頃的擴建地。

## 濱海灣總體計劃
市區重建局的濱海灣總體計劃旨在促進一個包括商業、住宅、酒店及娛樂的混合區。
新加坡政府更花費了3500萬美元，完成了一條圍繞於濱海灣周圍，長3.5公里的濱海步道（Waterfront Promenade）。這還包括了一間新的環境友好遊客中心，以及一座連接海灣舫（Bayfront）至青年奧林匹克公園所在地濱海中心的雙螺旋橋（The Helix）。濱海灣中央岬（The Promontory @ Marina Bay，正式名稱為Central Promontory Site）將被作為臨時活動空間，或是舉辦像是劇院或嘉年華等活動的公共空間。

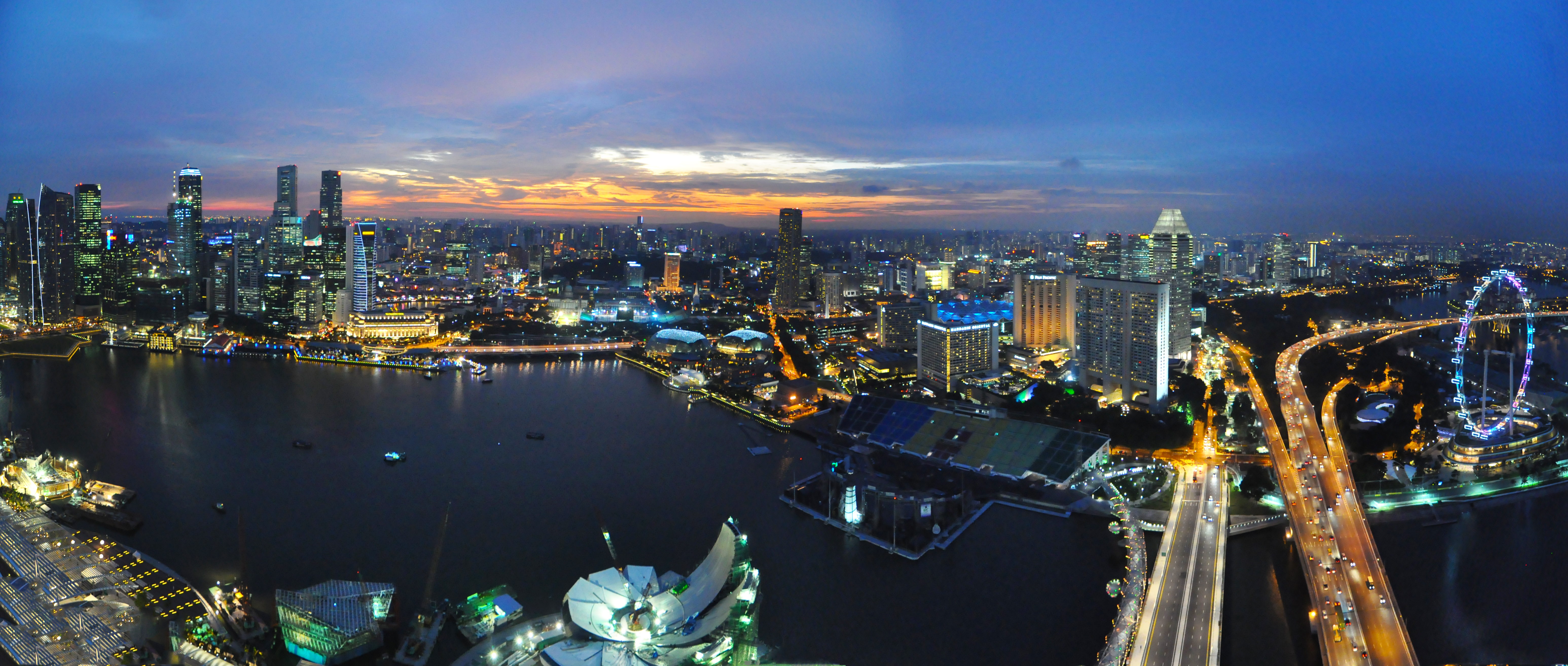
濱海灣夜景鳥瞰圖

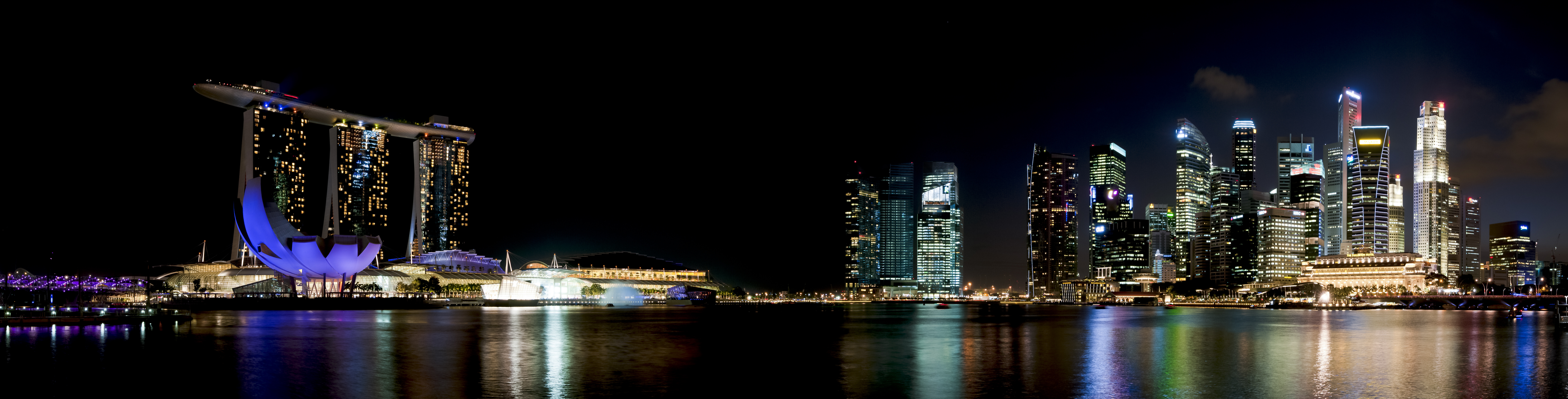
濱海灣夜景地面檢視圖

## 未來發展
- 新加坡地鐵南北線延長線（NSLe）（2014年）
- 濱海南新鎮（Marina South New Town）（2016年）
- 新加坡地鐵湯申－東海岸線（2021年）

## 指標建築
- 濱海灣金沙酒店
- 濱海灣花園
- 濱海藝術中心

## 外部連結
- 官方网站
- 濱海灣的Facebook專頁
- 市區重建局官方網站
- 濱海灣照片庫 （页面存档备份，存于）